# Saint-Avit-de-Tardes
Saint-Avit-de-Tardes è un comune francese di 194 abitanti situato nel dipartimento della Creuse nella regione della Nuova Aquitania.

## Società

### Evoluzione demografica
Abitanti censiti